# アントニオ・カルロス・ジョビン
アントニオ・カルロス・ブラジレイロ・ヂ・アウメイダ・ジョビン（葡: Antônio Carlos Brasileiro de Almeida Jobim [ɐ̃ˈtɔniu ˈkaʁlus ʒoˈbĩ]、1927年1月25日 - 1994年12月8日）は、ブラジル出身の作曲家、ミュージシャンである。トム・ジョビン（Tom Jobim [ˈtõ ʒoˈbĩ]）とも呼ばれる。

## 来歴

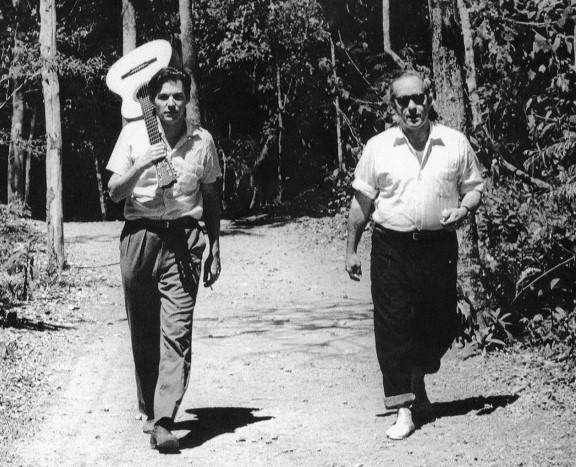
ジョビンとヴィニシウス・ヂ・モライス（1962年）

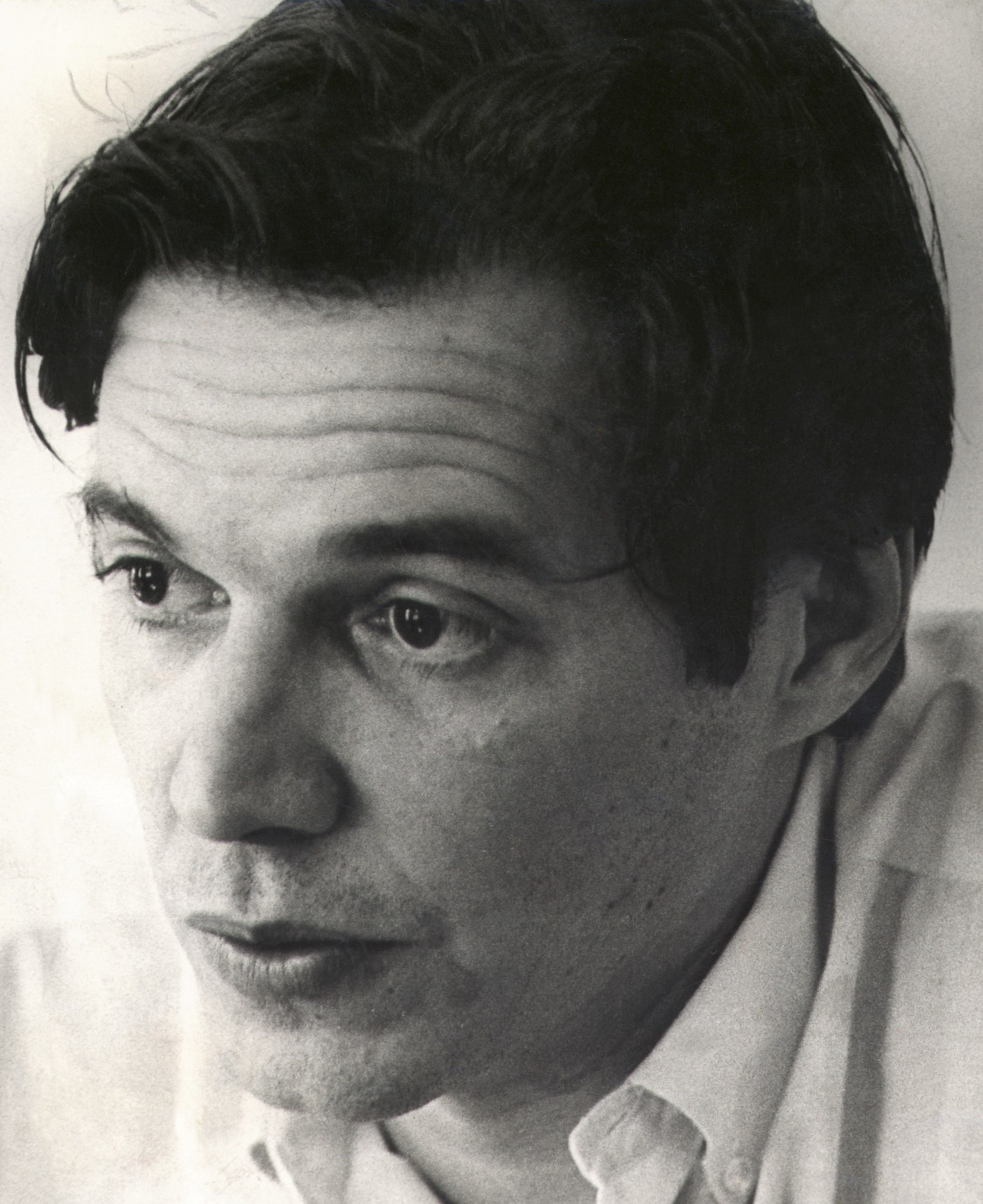
ジョビン（1968年）

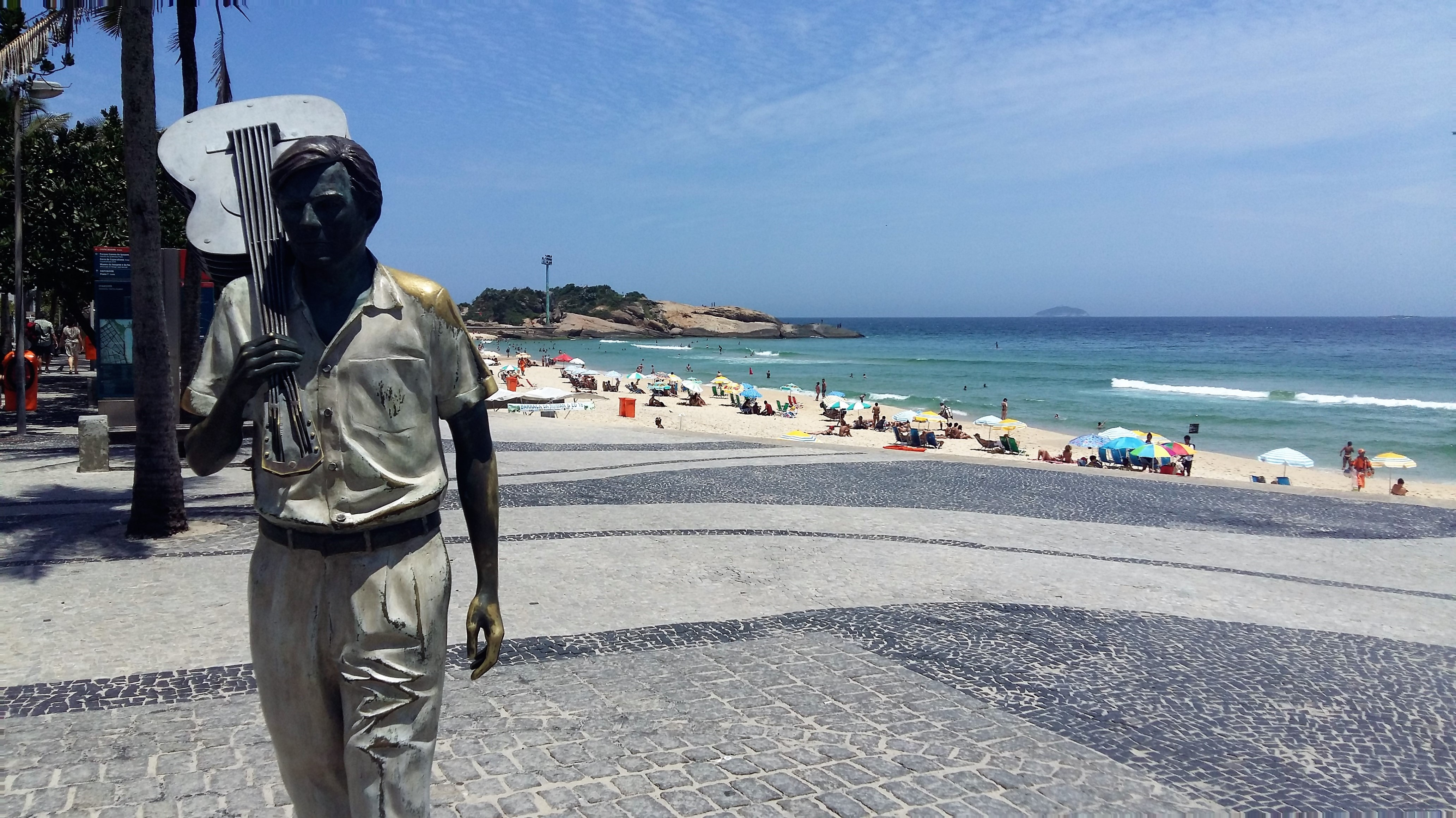
イパネマのビーチに建つ、ジョビンの銅像

20世紀のブラジル音楽を代表する作曲家である。1950年代後半、ジョアン・ジルベルト、ヴィニシウス・ヂ・モライスなどとともに、白人中流階級以上の若者が創造したボサノヴァのオリジネイターとされている。多くのボサノヴァ歌手がジョビンの作品を演奏し、音楽的ジャンルを超えて広く影響を及ぼした。父親は作家、外交官、教授、ジャーナリストでありジョビンは白人中流階級の出身だった。また、親戚には上院議員・枢密院顧問官・医師の男性もいた。ジョビンには裕福な家庭の出身だったが、学歴は充分には得られなかった。
1930年代から活動していたブラジル近代音楽の父と称されるピシンギーニャや作曲家のエイトル・ヴィラ＝ロボス（共にショーロの音楽家）の影響を強く受けており、ドビュッシーやモーリス・ラヴェルなどクラシックの音楽家からの影響も大きい。ギタリストのパウロ・ジョビンは息子、ピアニストのダニエル・ジョビンは孫で、「ジョビン・ファミリー」として演奏活動を続けており、来日回数も多い。
リオデジャネイロのチジュッカ地区生まれ。14歳の頃からピアノを始め、また作曲を学びはじめる。音楽家として生きていきたいと願っていたが、家族を養うことを考えて建築学校に入学する。しかし、音楽への夢を捨てきれず、ラジオやナイトクラブでのピアノ奏者として働いていたが、ハダメス・ジナタリに見いだされ、コンチネンタル・レコードに入社し、曲の譜面起こしや編曲などの仕事をこなす。1953年にはブラジルのオデオン・レコード（EMI・ブラジル）のアーティスト兼レコーディング・ディレクターとして採用される。また、この頃は特に、幼なじみでもあったニュウトン・メンドンサと共に作曲活動を行っていた。
ジョビンが脚光を浴びるようになったのは、作詞家で詩人の（外交官であり、ジャーナリストでもある）ヴィニシウス・ヂ・モライスが制作した舞台『オルフェウ・ダ・コンセイサォン』（1956年）のために制作した音楽によってであった。この頃からヂ・モライスと共に曲作りを行うようになる。彼らの共作の中には、後年も歌い継がれる曲が多くある。ジョビンとルイス・ボンファによる映画『黒いオルフェ』のサントラ盤(1959)は、世界的に有名になった 。
1959年には、最初のボサノヴァ・ソングとされる「想いあふれて (Chega de Saudade)」をジョアン・ジルベルトがリリースする。この曲は、サンバ・カンサォンの女王とも呼ばれる歌手エリゼッチ・カルドーゾ（Elizeth Cardoso）のためにつくられた曲であった。ジョアンの画期的なギター奏法（ギターだけでサンバのリズム<バチーダ>を刻む）と、ささやくような歌い方の斬新さに惚れ込んだジョビンが、以前にヂ・モライスと共作した「想いあふれて」をジョアンに提供し、苦労の末レコードのリリースまでこぎ着けた作品であった。次第にこの新しいサウンドは、従来のサンバ・カンサォンの重苦しさに否定的になっていたブラジルの若者たちの心をとらえ、ボサノヴァ・ムーブメントを形成していった。
「想いあふれて」の登場以来、ジョアン・ジルベルトをはじめ、多くのボサノヴァ・アーティストが彼の曲をとりあげている。ヂ・モライスと共作し、ジョアン・ジルベルトとスタン・ゲッツの共作アルバム『ゲッツ/ジルベルト』から人気となった代表曲「イパネマの娘」はカヴァーするアーティストも多いといわれている。この曲によりアストラッド・ジルベルトも有名になった。ニュウトン・メンドンサとの共作、「ヂザフィナード」 や 「サンバ・ヂ・ウマ・ノタ・ソ（ワン・ノート・サンバ）」も、ボサノヴァ・アーティストたちはもちろん、ジャズ・アーティストたちのカヴァー例も多い、ボサノヴァを代表する作品である。
1965年には自身がボーカルをとる作品を初めて発表したが、その後1967年にはフランク・シナトラとの共作を発表した。アメリカにおいても彼の作品は人気を博した。同じく1967年には、名プロデューサー、クリード・テイラーのレーベル、CTIレコードから自身のインストゥルメンタル・アルバム『波』を発表した。このアルバムは、クラウス・オガーマンがアレンジを担当したものである。さらに『波』に続いて、今度はブラジル出身の名アレンジャー、エウミール・デオダートのアレンジのもと、『潮流』(1970)、『ストーン・フラワー』などインストゥルメンタル・アルバムの名作を次々とアメリカでレコーディングした。これらのCTIでの作品は、ボサノヴァを基調としたクロスオーバー・アルバムだった。

### 1970年代以降
1970年代に入ると、ジョビンの創作のスピードは落ちるものの、好きな音楽を自由に楽しむというスタイルをおしすすめた。ミウシャやエリス・レジーナとの共作で自身の歌も披露している。特に、エリス・レジーナとともにデュエットした「三月の水 (Águas de Março)」は、人気作となった。その一方、元々ブラジル音楽をこよなく愛し、なおかつクラシック音楽の知識に豊富なジョビンらしく、ボサノヴァの枠にとらわれない壮大で技巧的な作品を残している。この頃のアルバムとしては、『ジョビン』や『ウルブ』などがある。1970年代後半には、アナ・ベアトリス・ロントラと出会い、結婚。1980年には、再び自身のボサノヴァの曲を、英語やポルトガル語を交えて歌ったアルバム『テラ・ブラジリス』を、クラウス・オガーマンのプロデュースにて制作・発表した。
ヂ・モライスとの共作は「イパネマの娘」が最後であったが、ヂ・モライスの死まで友情は続いた。1980年のヂ・モライスの死後には、家族を中心としたバンド「バンダ・ノヴァ（Banda Nova）」を結成して共に楽曲の製作やライブを行う。「バンダ・ノヴァ」のメンバーは、息子であるパウロ・ジョビン、娘のエリサベッチ・ジョビン、シモーニ・カイミ、ダニーロ・カイミ、マウーシャ・アヂネ、パウラ・モレンバウムとジャキス・モレンバウムの夫妻、セバスチアォン・ネット、パウロ・ブラーガ、そしてジョビンの再婚後の妻アナであった。このバンダ・ノヴァを通して、『パッサリン』、『イネーヂト』、そして遺作となった『アントニオ・ブラジレイロ』といったアルバムがレコーディングされ、また1986年8月には来日も果たしている。
また、環境問題に対する関心は強く、アマゾン熱帯雨林を保護するための活動を行い、同じく熱帯雨林保護の活動を行っていたスティングなどとの交友もあった。その考え方は作品にも強い影響を及ぼしており、『ウルブ』や『ジョビン』などのアルバムでは自然をテーマにした曲も見受けられる。スティングはジョビンの遺作『アントニオ・ブラジレイロ』に収録された「ハウ・インセンシティブ (How Insensitive)」で、ジョビンと共演、ボーカルをとっている。
1994年にニューヨークのマウントサイナイ病院で心臓発作のため死去、リオ・デ・ジャネイロのサン・ジョアン・バチスタ墓地に埋葬された。ブラジルでは彼の死に際して大統領令が発され、国民は3日間の喪に服したという。

## 作曲家としての彼の代表曲
(日本語、ポルトガル語、英語の順)
- ヴィニシウス・ジ・モライスとの共作
  - 「イパネマの娘」 (A Garota de Ipanema / The Girl From Ipanema)
  - 「おいしい水」 (Água de Beber / Water to Drink)
  - 「想いあふれて」 (Chega de Saudade / No More Blues)
  - 「ア・フェリシダーヂ」 (A Felicidade)
- ニュウトン・メンドンサとの共作
  - 「メディテーション」 (Meditação / Meditation)
  - 「ヂザフィナード」 (Desafinado / Off-Key)
  - 「サンバ・ヂ・ウマ・ノタ・ソ / ワン・ノート・サンバ」 (Samba de Uma Nota Só / One Note Samba)
- シコ・ブアルキとの共作
  - 「白と黒のポートレイト」(Retrato em Branco e Preto / Picture in Black and White)
  - 「サビア」 (Sabiá)
- アロイージオ・ヂ・オリヴェイラとの共作
  - 「無意味な風景」(Inútil Paisagem / Useless Landscape)
  - 「ヂンヂ」 (Dindi)
- 自作詞曲
  - 「静かな夜」 (Corcovado / Quiet Nights of Quiet Stars)
  - 「ジェット機のサンバ」 (Samba do Avião / Song of the Jet)
  - 「波」 (Vou Te Contar / Wave)
  - 「三月の水」 (Águas de Março / Waters of March)

## ディスコグラフィ

### ソロ・アルバム
主にピアノ演奏を行っているが、ギターを弾いたりボーカルをとる作品もある。
- 『イパネマの娘』 - The Composer of Desafinado, Plays (1963年、Verve)
「ヂザフィナード」や「イパネマの娘」など、世界的にヒットした曲をインストゥルメンタルで構成。
- 『ワンダフル・ワールド』 - The Wonderful World of Antonio Carlos Jobim (1965年、Warner)
「彼女はカリオカ」や「ジェット機のサンバ」などほとんどの曲でジョビンが歌うアルバム。
- 『ラヴ・ストリングス・アンド・ジョビン』 - Love Strings And Jobim (1966年、Warner)
- 『ア・サーティン・ミスター・ジョビン』 - A certain Mr.Jobim (1967年、Warner)
- 『波』 - Wave (1967年、A&M)
- 『潮流』 - Tide (1970年、A&M)
『波』の続編とされるアルバム。
- 『ストーン・フラワー』 - Stone Flower (1970年、CTI)
『潮流』と同時録音された作品。『潮流』がそれまでのイージーリスニング的サウンドを継承しているのに対し、『ストーン・フラワー』は土着的リズムの採用など、ジョビンの進む方向の変化を示す。
- 『ジョビン』 - Jobim (1973年、MCA) ※『Matita Perê』のタイトルで再発あり
- 『ウルブ』 - Urubu (1976年、Warner)
- 『テラ・ブラジリス』 - Terra Brasilis (1980年、Warner)
- 『パッサリン』 - Passarim (1987年、Verve)
- 『アントニオ・ブラジレイロ』 - Antonio Brasileiro (1994年、Sony Music)
実質的に遺作となった作品。
- 『イネーヂト』 - Inédito (1995年、Biscoito Fino)
- 『ジョビン、ヴィニシウスを歌う』 - Tom Canta Vinicius (2000年、Universal)
- Em Minas Ao Vivo Piano e Voz (2004年、Biscoito Fino) ※1981年のライブ音源
- Um encontro no Au bon gourmet (2015年、Doxy) ※1962年のライブ音源

### 他のアーティストとの共演
- フランク・シナトラとともに
  - 『シナトラ - ジョビン』 - Francis Albert Sinatra & Antonio Carlos Jobim (1967年)
- ドリヴァル・カイミとともに
  - 『カイミ・ヴィジタ・トム』 - Caymmi Visita Tom (1964年)
- エリス・レジーナとともに
  - 『エリス&トム』 - Elis & Tom (1974年)
- ミウシャとともに
  - 『ミウシャ&アントニオ・カルロス・ジョビン』 - Miucha & Antonio Carlos Jobim (1977年)
  - 『愛の語らい』 - Miucha & Tom Jobim (1979年)
- エドゥ・ロボとともに
  - 『エドゥ&トム、トム&エドゥ』 - Edu & Tom Tom & Edu (1981年)
- サリナ・ジョーンズとともに
  - 『ボサノバ・ナイト』 - Salena Sings Jobim With The Jobims (1994年)

## その他

### アントニオ・カルロス・ジョビン国際空港
ジョビンは生前、リオ・デ・ジャネイロの国際空港であるガレオン空港にしばしば通い、発着する飛行機を眺めることを好んでいた。ガレオンに着陸しようとする旅客機から見下ろされるリオの美しい風景を称えた歌詞の「ジェット機のサンバ」は、飛行機好きのジョビンがヴァリグ・ブラジル航空のCMソングとして作詞・作曲したナンバーである。
ジョビン死後の1999年、彼の功績を称えるために、ガレオン空港は「アントニオ・カルロス・ジョビン国際空港」(Aeroporto Internacional do Rio de Janeiro/Galeão - Antônio Carlos Jobim)と改名された。同空港の一隅には「ジェット機のサンバ」の歌詞を刻んだプレートが飾られている。
ちなみに若い頃のジョビンは、飛行機を見るのは好きでも搭乗することは大嫌いであったが、有名になるにつれ海外公演などで嫌でも搭乗せざるを得なくなり、後年には飛行機嫌いを克服した。

### パラリンピック大会マスコット
リオデジャネイロパラリンピックの大会マスコット『トム』は、彼の愛称に由来している。

## 参考図書
- 「アントニオ・カルロス・ジョビン ボサノヴァを創った男」エレーナ・ジョビン著・国安真奈訳（青土社 1998年）
- 「三月の水 アントニオ・カルロス・ジョビン・ブック」岩切直樹著（彩流社 2003年）
- 「愛と微笑みと花 アントニオ・カルロス・ジョビン・ブック2」岩切直樹著（彩流社 2004年）
- 「ボサノヴァの歴史」ルイ・カストロ著・国安真奈訳（音楽之友社 2001年）